# Seznam olympijských medailistů v šermu žen – kord

## Kord - jednotlivci
| Rok      | Zlato                                       | Stříbro                                        | Bronz                                       |
| -------- | ------------------------------------------- | ---------------------------------------------- | ------------------------------------------- |
| LOH 1996 | Laura Flesselová-Colovicová · Francie (FRA) | Valerie Barloisová · Francie (FRA)             | Gyöngyi Szalayová · Maďarsko (HUN)          |
| LOH 2000 | Tímea Nagyová · Maďarsko (HUN)              | Gianna Hablützelová-Bürkiová · Švýcarsko (SUI) | Laura Flesselová-Colovicová · Francie (FRA) |
| LOH 2004 | Tímea Nagyová · Maďarsko (HUN)              | Laura Flesselová-Colovicová · Francie (FRA)    | Maureen Nisimaová · Francie (FRA)           |
| LOH 2008 | Britta Heidemannová · Německo (GER)         | Ana-Maria Brânzăová · Rumunsko (ROU)           | Ildikó Minczová-Nébaldová · Maďarsko (HUN)  |
| LOH 2012 | Jana Šemjakinová · Ukrajina (UKR)           | Britta Heidemannová · Německo (GER)            | Sun Jü-ťie · Čína (CHN)                     |
| LOH 2016 | Emese Szászová · Maďarsko (HUN)             | Rossella Fiamingová · Itálie (ITA)             | Sun I-wen · Čína (CHN)                      |
| LOH 2020 | Sun I-wen · Čína (CHN)                      | Ana Maria Popescuová · Rumunsko (ROU)          | Katrina Lehisová · Estonsko (EST)           |
| LOH 2024 | Vivian Kongová · Hongkong (HKG)             | Auriane Malloová-Bretonová · Francie (FRA)     | Eszter Muhariová · Maďarsko (HUN)           |

## Kord - družstvo
| Rok      | Zlato                                                                                             | Stříbro | Bronz |
| -------- | ------------------------------------------------------------------------------------------------- | --- | --- |
| LOH 1996 | · Francie (FRA) · Laura Flesselová-Colovicová · Sophie Moresséeová-Pichotová · Valerie Barloisová | · Itálie (ITA) · Laura Chiesaová · Elisa Ugaová · Margherita Zalaffi                                                      | · Rusko (RUS) · Marija Mazinová · Yuliya Garayeva · Karina Aznavourian                                              |
| LOH 2000 | · Rusko (RUS) · Karina Aznavourian · Oksana Jermakovová · Taťjana Logunovová · Marija Mazinová    | · Švýcarsko (SUI) · Gianna Hablützelová-Bürkiová · Sophie Lamon · Diana Romagnoliová                                      | · Čína (CHN) · Li Na · Liang Qin · Yang Shaoqi                                                                      |
| LOH 2004 | · Rusko (RUS) · Karina Aznavourian · Oksana Jermakovová · Taťjana Logunovová · Anna Sivkovová     | · Německo (GER) · Claudia Bokelová · Imke Duplitzerová · Britta Heidemannová                                              | · Francie (FRA) · Sarah Daninthe · Laura Flesselová-Colovicová · Hajnalka Kiralyová · Maureen Nisimaová             |
| LOH 2008 | nebylo na programu LOH                                                                            | nebylo na programu LOH | nebylo na programu LOH                                                                                              |
| LOH 2012 | · Čína (CHN) · Sun Jü-ťie · Sü An-čchi · Li Na · Luo Siao-ťüan                                    | · Jižní Korea (KOR) · Shin A-Lam · Choi In-Jeong · Jung Hyo-Jung · Choi Eun-Sook                                          | · Spojené státy americké (USA) · Courtney Hurley · Kelley Hurley · Maya Lawrence · Susie Scanlan                    |
| LOH 2016 | · Rumunsko (ROM) · Loredana Dinuová · Simona Ghermanová · Simona Popová · Ana Maria Popescuová    | · Čína (CHN) · Hao Jialu · Sun I-wen · Sun Jü-ťie · Sü An-čchi                                                            | · Rusko (RUS) · Olga Kochneva · Violetta Kolobovová · Taťjana Logunovová · Ljubov Šutovová                          |
| LOH 2020 | · Estonsko (EST) · Julija Běljajevová · Irina Embrichová · Erika Kirpuová · Katrina Lehisová      | · Jižní Korea (KOR) · Choi In-jeong · Kang Young-mi · Lee Hye-in · Song Se-ra                                             | · Itálie (ITA) · Rossella Fiamingová · Federica Isolaová · Mara Navarria · Alberta Santucciová                      |
| LOH 2024 | Itálie (ITA) · Rossella Fiamingová · Mara Navarriová · Giulia Rizziová · Alberta Santucciová      | Francie (FRA) · Marie-Florence Candassamyová · Auriane Mallová-Bretonová · Alexandra Louis Marieová · Coraline Vitalisová | Polsko (POL) · Aleksandra Jarecká · Alicja Klasiková · Renata Knapiková-Miazgová · Martyna Swatowská-Wenglarczyková |